# بترفلاي
بترفلاي (بالإنجليزية: Butterfly)‏ أو «الفراشة» هي أغنية للفنانة الأسترالية كايلي مينوغ من ألبومها السابع لايت ييرز (2000). الأغنية من تأليف مينوغ وستيفن أندرسون ومن إنتاج دي جاي مارك بيكيوتي. وكانت سادس منفردة تصدر من الألبوم وأول منفردة ترويجية منه.
تلقت الأغنية مراجعات إيجابية عموما من نقاد الموسيقى. وأصدرت في الأصل إلى النوادي في ربيع 2000 في المملكة المتحدة كاختبار لقياس ردود أفعال مشغلي الأغاني على أغاني مينوغ الجديدة. تم وضع الأغنية لتكون رابع منفردة تصدر من ألبوم لايت ييرز، ولكن نظرا لتأثير موسيقى النوادي القوي فيها تم سحبها لصالح أغنية «بليز ستاي». إلا أن مارك بيكيوتي أعاد مزج الأغنية وأصدرها في الولايات المتحدة من خلال علامته الخاصة بلو تو (وهي قسم من شركة بلوبليت ريكوردز)، حيث حقق نجاحا كبيرا في قائمة موسيقى الرقص على مجلة بيلبورد، ووصلت إلى المرتبة 14 على القائمة.